# Les Noces de Dieu
Pour plus de détails, voir Fiche technique et Distribution.
Les Noces de Dieu (As Bodas de Deus) est un film portugais réalisé par João César Monteiro, sorti en 1999.

## Fiche technique
- Titre : Les Noces de Dieu
- Titre original : As Bodas de Deus
- Réalisation : João César Monteiro
- Scénario : João César Monteiro
- Pays d'origine :  France,  Portugal
- Format : couleurs - Dolby - 35 mm
- Genre : comédie
- Durée : 150 minutes
- Date de sortie : 1999

## Distribution
- Rita Durão : Joana de Deus
- João César Monteiro : João de Deus
- Joana Azevedo : Elena Gombrowicz
- José Airosa : Omar Raschid
- Manuela de Freitas : Sister Bernarda
- Luís Miguel Cintra : messager de Dieu
- Ana Galvão : Leonor
- José Mora Ramos : inspecteur Pantaleão
- Fernando Mora Ramos : psychiatre
- Fernando Heitor : Butler Vasconcelos
- João Listz : Sparafucile
- Jean Douchet : Bardamu
- Filipa Araújo : Celestina
- Sofia Marques : Nun
- Teresa Negrão : Inês

## Distinctions
- Prix du meilleur film au Festival international du film de Mar del Plata en 1999[1].